# Theretra sobria
Theretra sobria är en fjärilsart som beskrevs av Walker 1856. Theretra sobria ingår i släktet Theretra och familjen svärmare. Inga underarter finns listade i Catalogue of Life.